# Macnabia
Macnabia es un género con dos especies de plantas de flores perteneciente a la familia Ericaceae.

## Taxonomía
El género  fue descrito por Benth. ex Endlicher y publicado en Genera Plantarum 754. 1839.
Etimología
Fue nombrada en honor al botánico William McNab (1780-1848)

## Especies seleccionadas
| - Macnabia longistyla Gand. - Macnabia montana Benth. |